# Walter Grün
Walter Grün (* 20. Februar 1940 in Wien) ist ein österreichischer Geologe.
Grün promovierte 1968 an der Universität Wien zum Dr. phil. (Geologie). Von 1968 bis 1969 arbeitete er am Geologischen Institut der Universität Wien als Assistent. 1969 bis 1973 war er Assistent am Geologischen Institut der Universität Bern. Im Jahr 1974 trat er eine Stelle als Geologe bei der Österreichischen Mineralölverwaltung in Wien an.

## Veröffentlichungen
- Flysch microfauna of the Hagenbach valley (Northern Vienna Woods), Austria. In: Ann. Soc. Géol. d. Pologne, 39, Krakau 1969, S. 305–334.
- mit Gerhart Lauer, Gerhard Niedermayr, Wolfgang Schnabel: Die Kreide-Tertiär-Grenze im Wienerwaldflysch bei Hochstraß (Niederösterreich). Verh., Wien 1964, S. 226–283 (zobodat.at [PDF; 3,7 MB]).
- mit Peter Faupl, Gerhart Lauer, Roman Maurer, Adolf Papp, Wolfgang Schnabel, Michael Sturm: Zur Typisierung der Sieveringer Schichten im Flysch des Wienerwaldes / von der Arbeitsgemeinschaft Wienerwaldflysch. In: Jahrbuch der Geologischen Bundesanstalt. Band 113, Wien 1970, S. 73–158 (zobodat.at [PDF; 18,5 MB]).
- mit  G. Kittler, Gerhart Lauer, Wolfgang Schnabel, Adolf Papp, O. Corna: Studien in der Unterkreide des Wienerwaldes. In: Jahrbuch der Geologischen Bundesanstalt. Band 115, Wien 1972, S. 103–186 (zobodat.at [PDF; 35 MB]).
- mit Herbert Stradner: On Nannoconus abundans nov. spec. and on Laminated Calcite Growth in Lower Cretaceous Nannofossils. In: Verhandlungen der Geologischen Bundesanstalt. Wien 1973, S. 267–283 (zobodat.at [PDF; 696 kB]).
- mit Reinhard Fuchs, Adolf Papp, Otto Schreiber, Herbert Stradner: Vorkommen von Egerien in Niederösterreich. In: Verhandlungen der Geologischen Bundesanstalt. Wien 1979, S. 295–311 (zobodat.at [PDF; 744 kB]).
- mit Fred Zweili: Das kalkige Nannoplankton der Dogger-Malm-Grenze im Berner Jura bei Liesberg (Schweiz). In: Jahrbuch der Geologischen Bundesanstalt. Band 123, Wien 1980, S. 231–341 (zobodat.at [PDF; 7,1 MB]).